# Valentina (Fransk Sanger)
Valentina Tronel (født 6. april 2009) er en fransk sanger som repræsenterede Frankrig og vandt Junior Eurovision Song Contest 2020 med sangen "J’Imagine" sangen opnåede 200 point.